# ورزشگاه بنیتو استیرپه
ورزشگاه بنیتو استیرپه (انگلیسی: Stadio Benito Stirpe) یک ورزشگاه فوتبال در فروزینونه، ایتالیا است.
این ورزشگاه که در سال ۱۹۷۴ شروع به ساخت شده پس از سی سال مابین سال‌های ۲۰۱۵ تا ۲۰۱۷ با ۱۶٬۲۲۷ نفر ظرفیت تکمیل شده‌است.

## نگارخانه

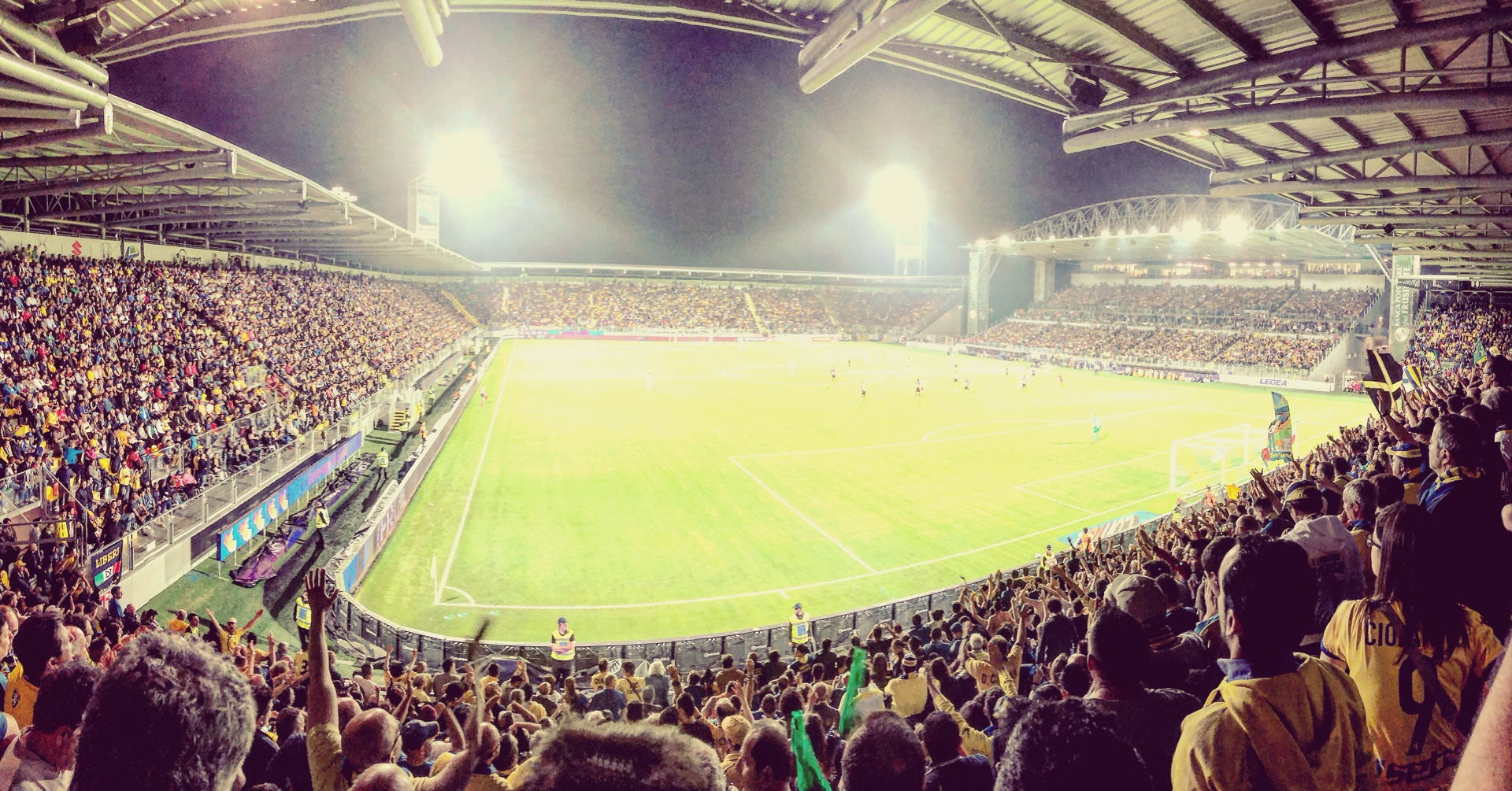
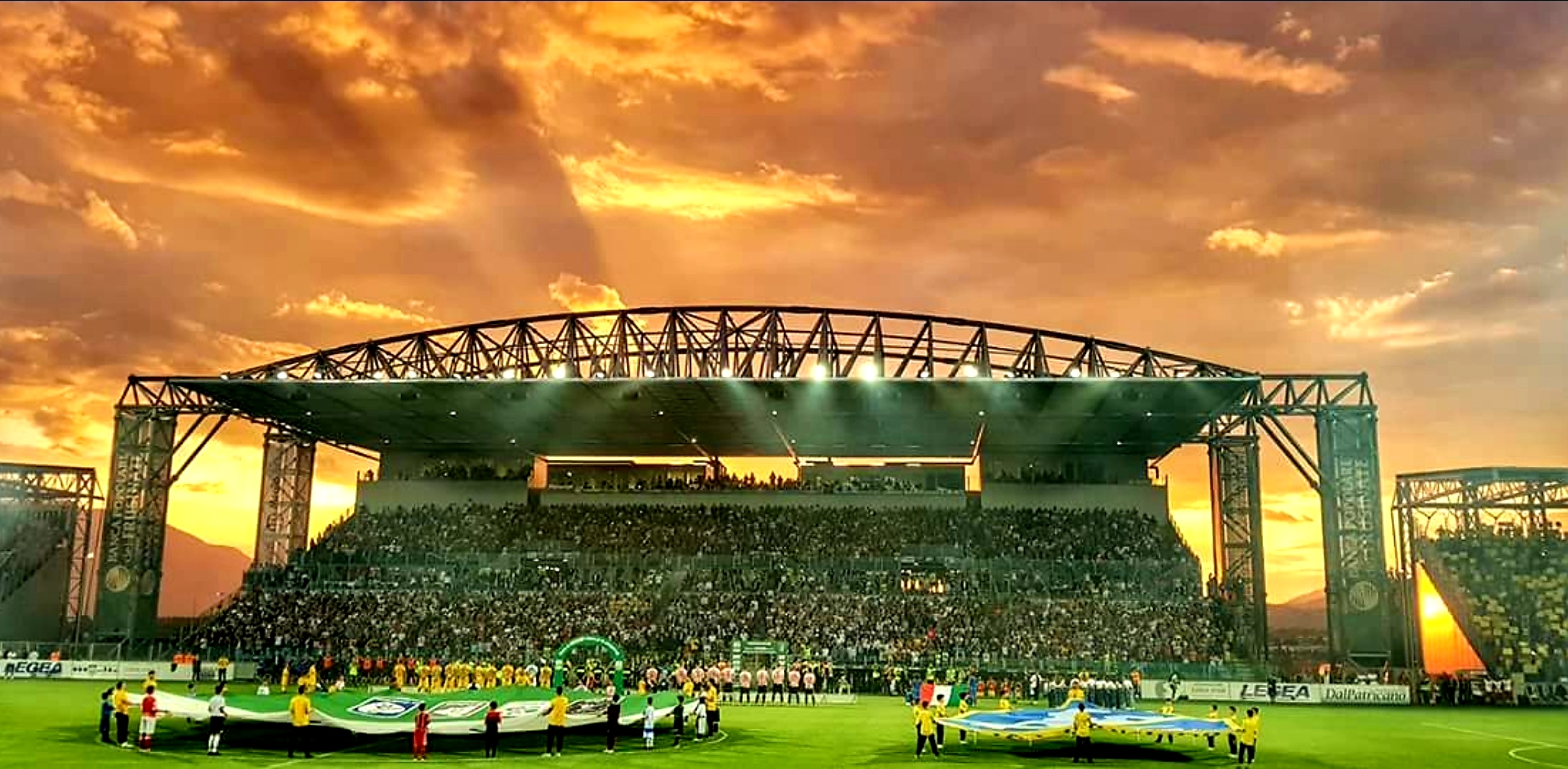
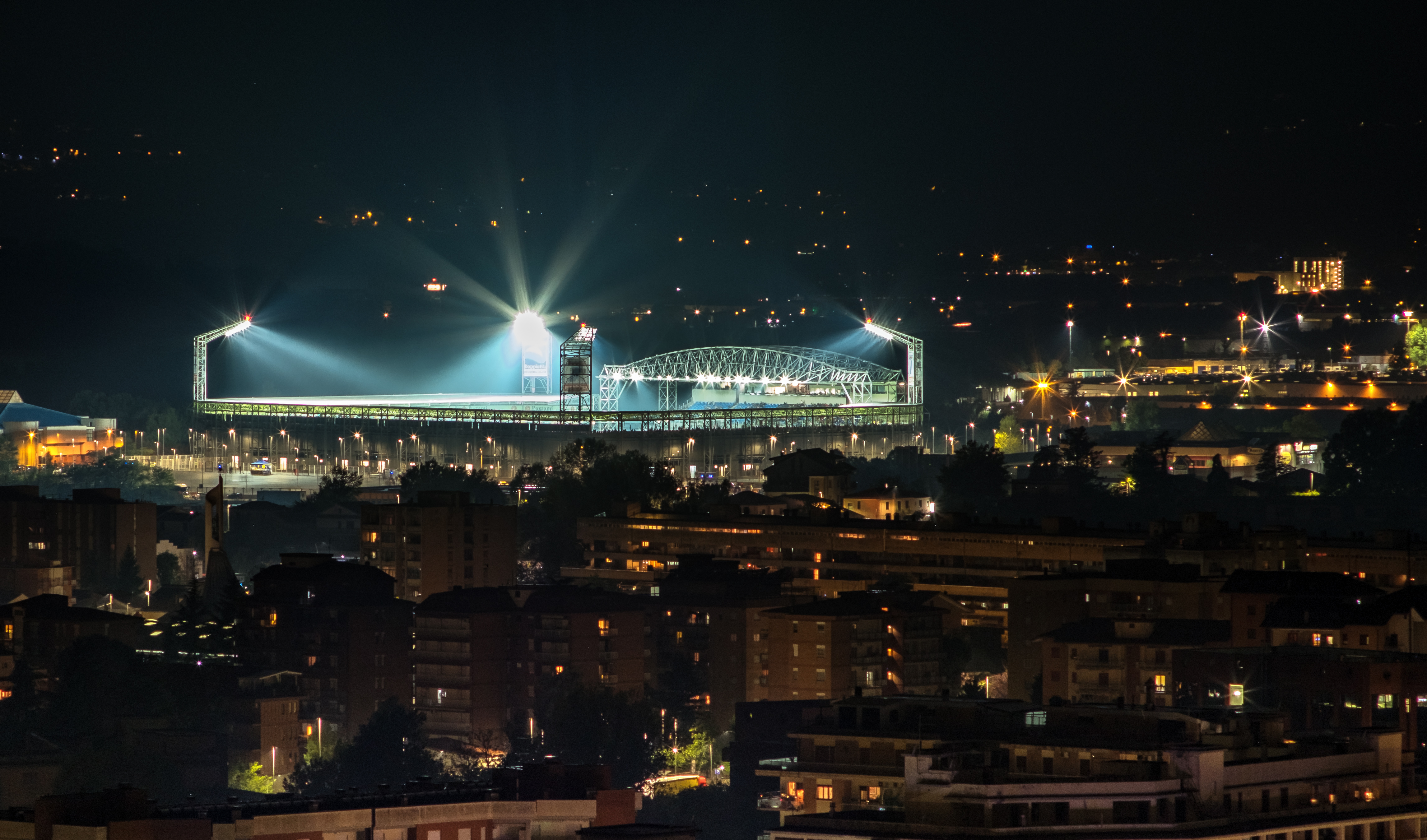
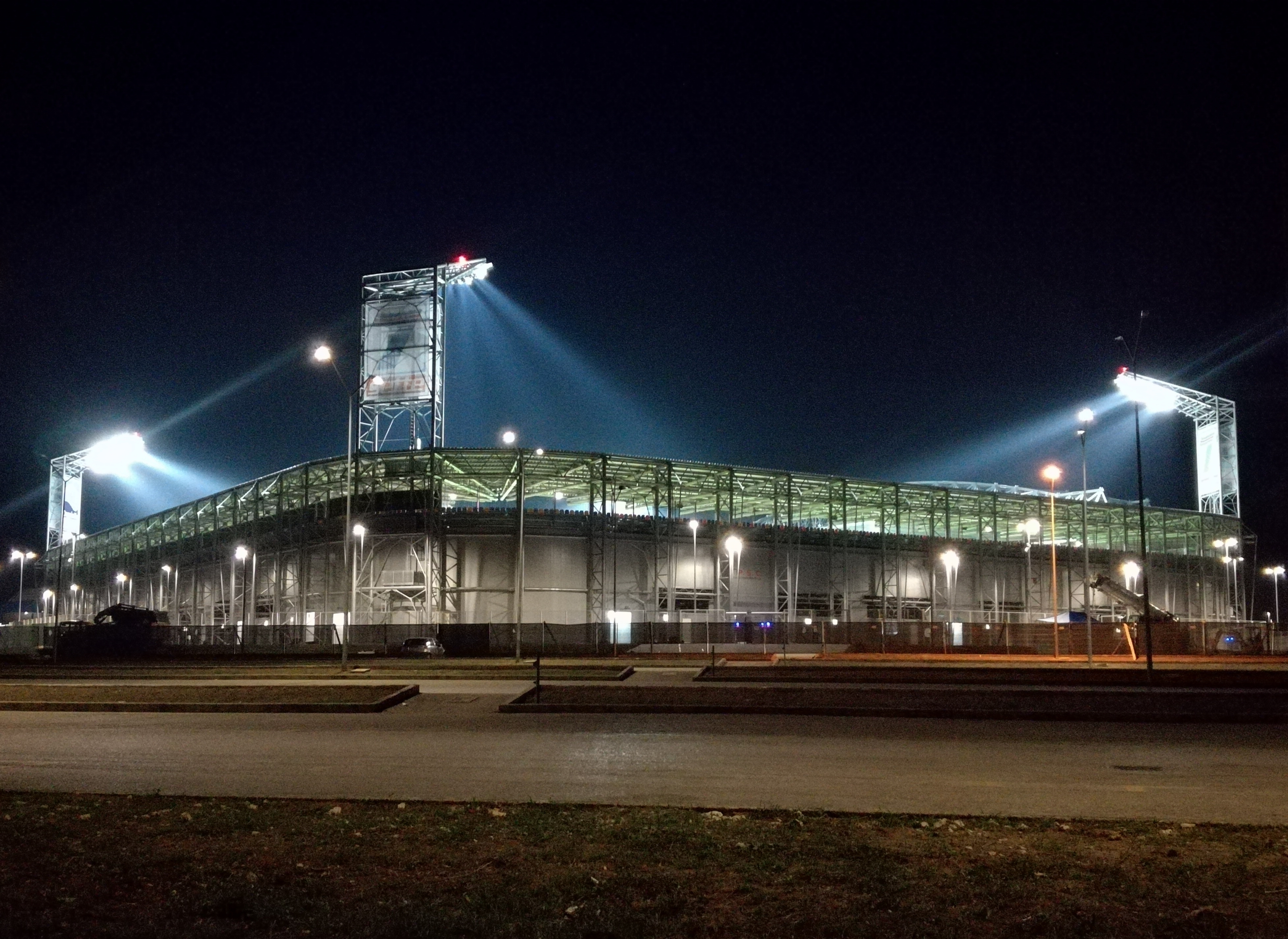
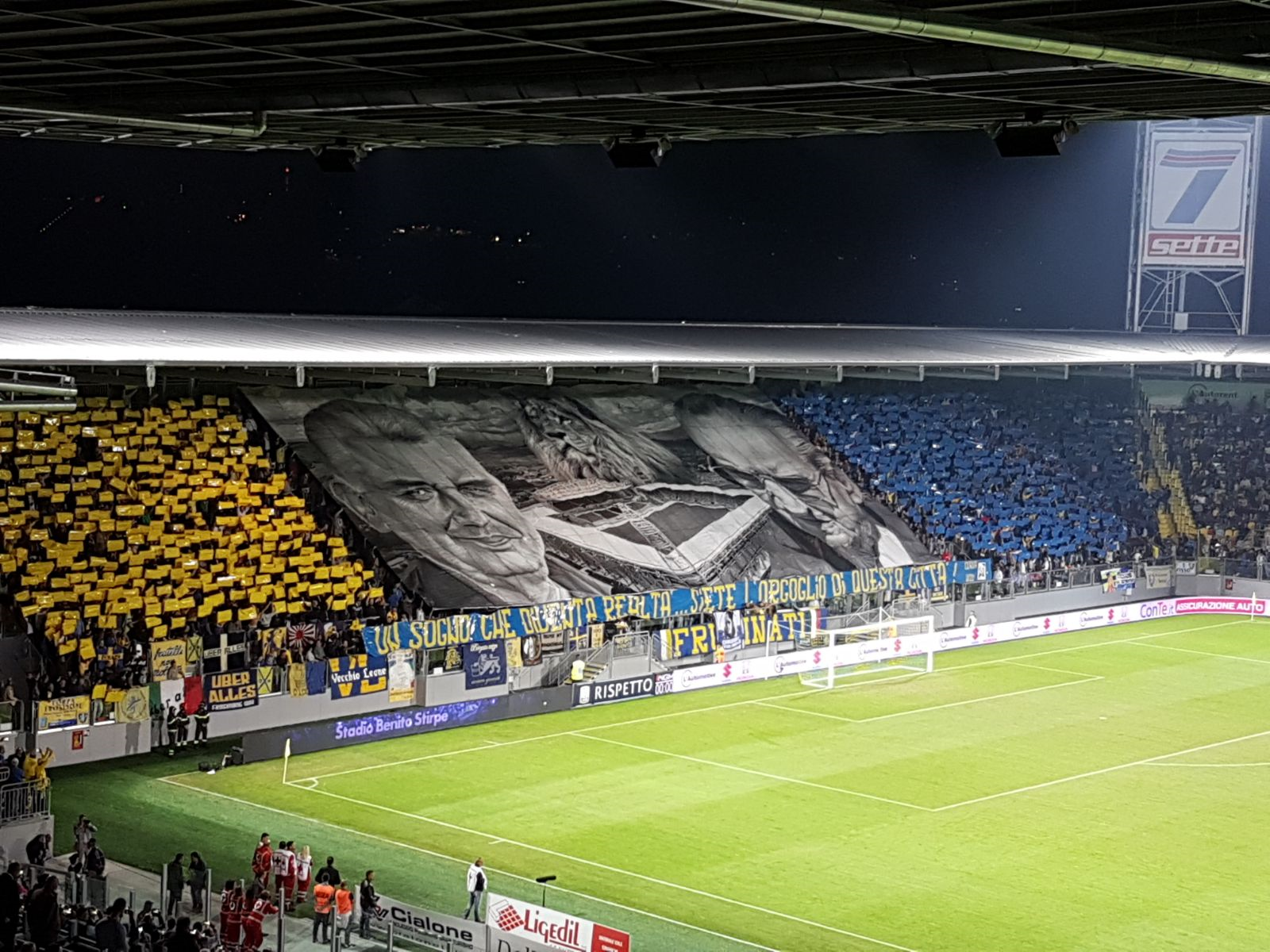
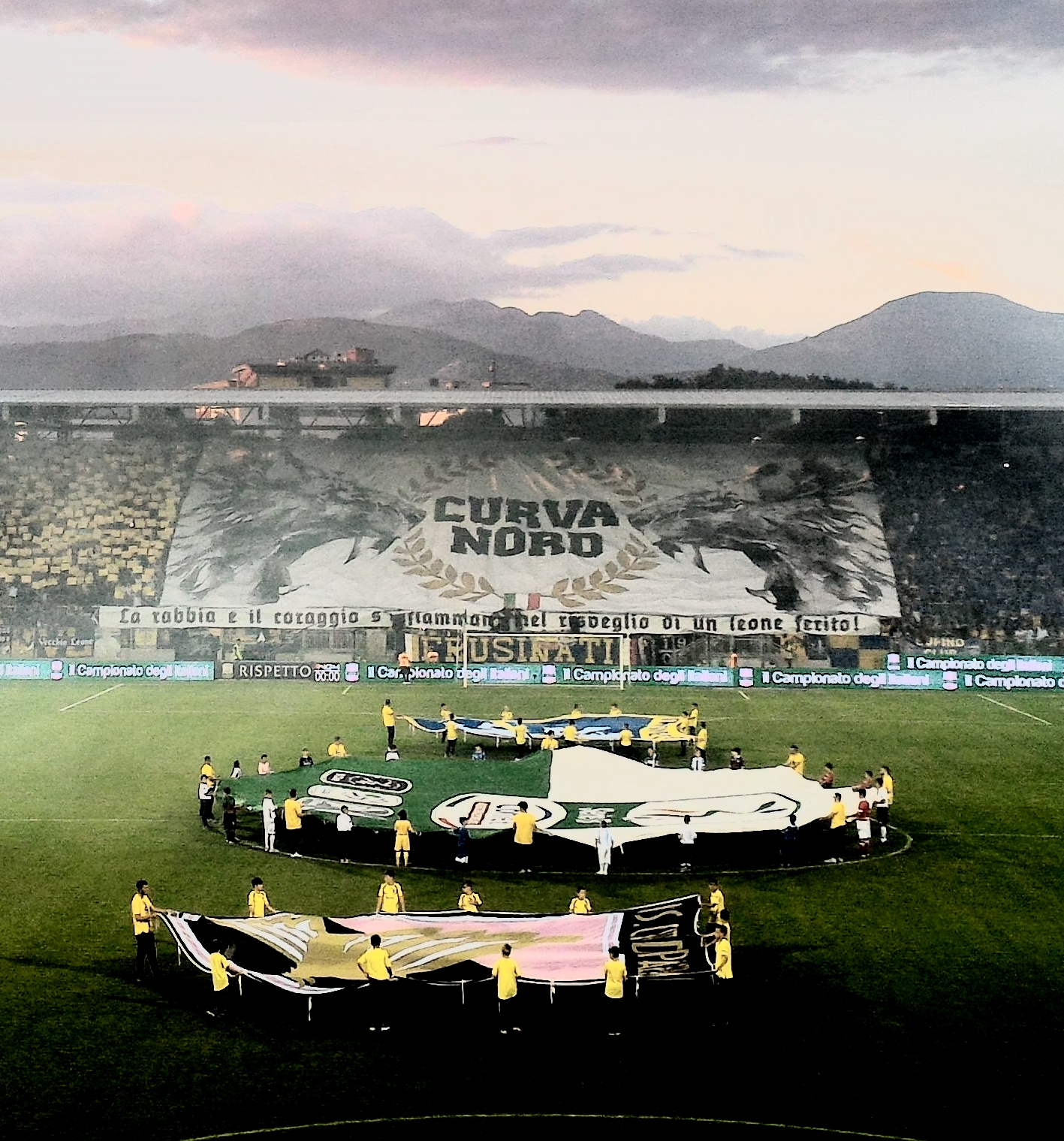
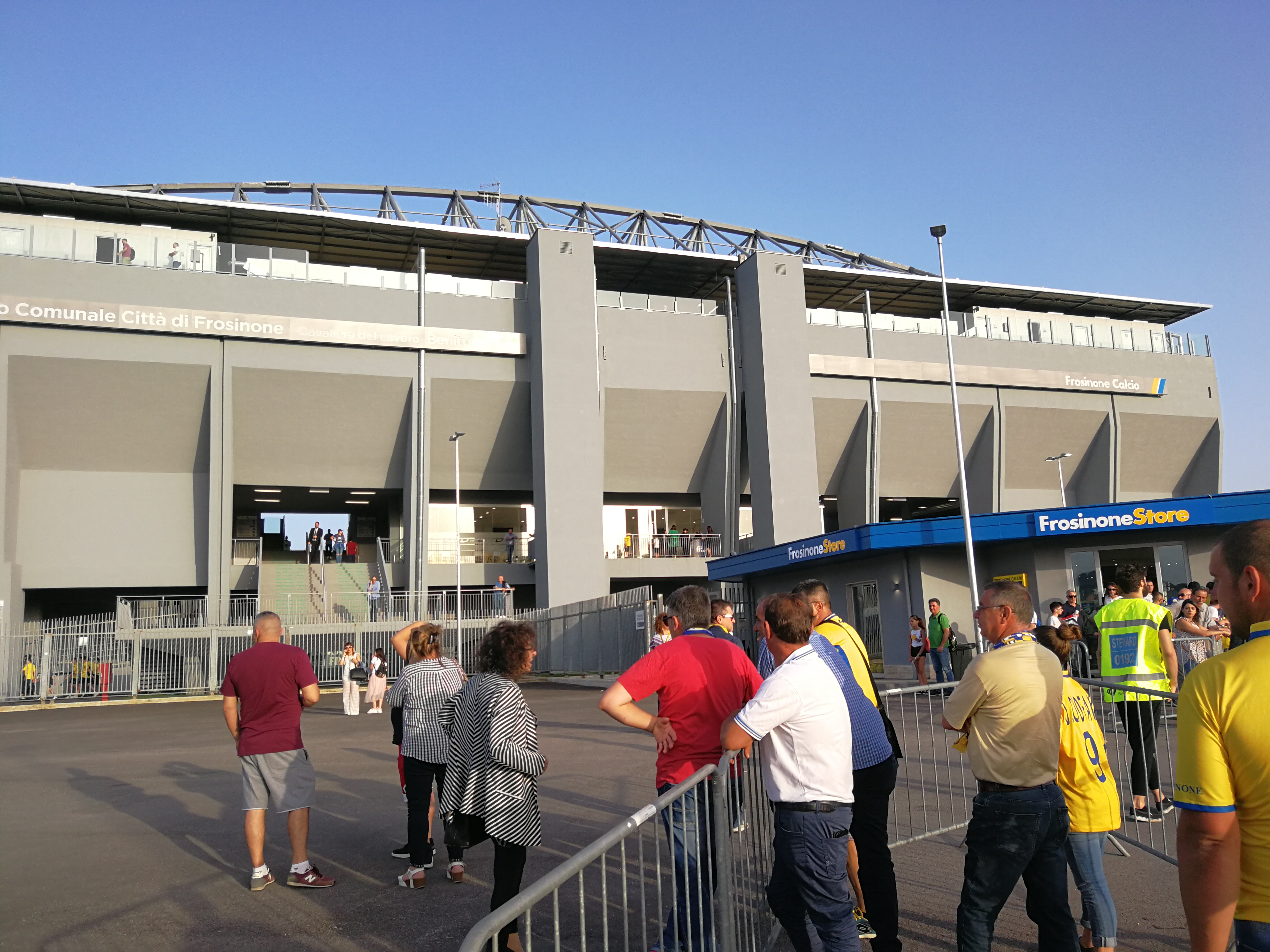
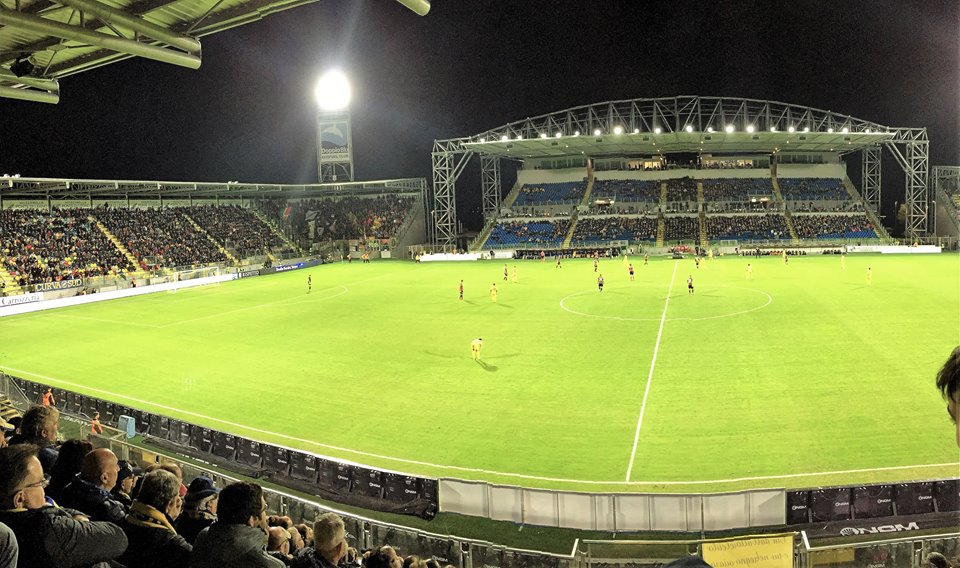
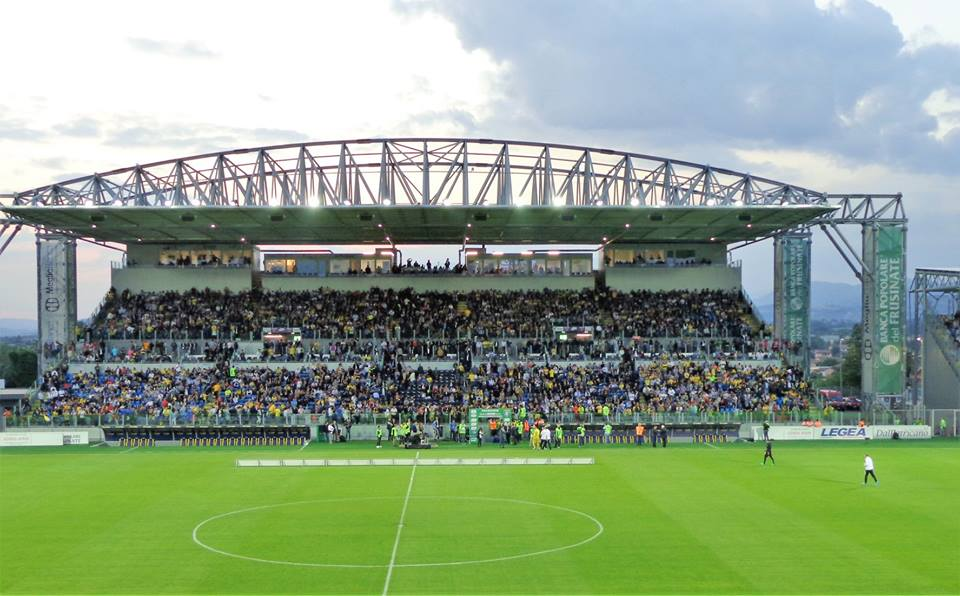
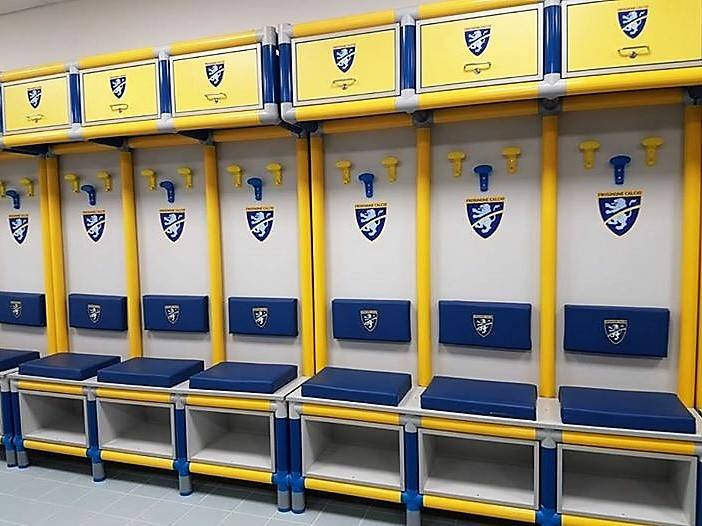